# Gordy Giovanelli
Gordon Stephen "Gordy" Giovanelli (ur. 11 kwietnia 1925 w Everett, zm. 21 grudnia 2022 w Escondido) – amerykański wioślarz, złoty medalista olimpijski
Wystąpił na igrzyskach olimpijskich w Londynie w 1948 roku, gdzie osada USA w składzie: Warren Westlund, Bob Martin, Bob Will, Gordy Giovanelli i Allen Morgan (sternik) wywalczyła złoty medal w czwórkach ze sternikiem. W finale o 3 sekundy pokonali Szwajcarów, a o 8,3 sekundy wyprzedzili Duńczyków. Był to jego jedyny start olimpijski.
Po rozpoczęciu II wojny światowej zaciągnął się do United States Coast Guard. Przez cztery lata służył na południowym Pacyfiku. Kształcił się na University of Washington. Uzyskał dyplom księgowego. Z zawodu był między innymi bankierem i deweloperem budowlanym.